# Szentgyörgyi
Szentgyörgyi, ook wel Szentgyörgyi és Bazini, was een adellijke familie van het koninkrijk Hongarije die bestond van de 13e tot de 16e eeuw. De stamvader van de familie, Thomas, stamde af van de gens ("clan") Hont-Pázmány en hij was het hoofd (oppergespan) van het comitaat Nyitra rond het jaar 1208. De familie werd vernoemd naar hun twee kastelen, namelijk Szentgyörgyi (Slowaaks: Biely Kameň; Duits: Sankt Georgen) en Bazin (Slowaaks: Pezinok; Duits: Bösing). Beide kastelen werden in de 12e eeuw gebouwd. Het bezit van deze kastelen verzekerde de aristocratische status van de familie, zelfs tijdens de periode van anarchie in het koninkrijk tussen 1290 en 1320. In 1459 werden de leden van de familie graven van het Heilig Roomse Rijk; en later werden ze zelfs vermeld als graven in documenten van de koningen van Hongarije, zelfs al werd deze titel nog niet erkend in het koninkrijk op dat moment.

## Notabele familieleden
De twee voornaamste leden van deze familie waren graaf Zsigmond Szentgyörgyi de Szentgyörgyi et Bazin (?-1493) en graaf János Szentgyörgyi de Szentgyörgyi et Bazin (?-1492); zij waren elkaars broers. Ze werden allebei, samen met Simon Cudar, aangesteld als opperste hofschenker (pohárnokmester) in 1456. Later werden ze voorstanders van keizer Frederik III, die aanspraak maakte op de kroon tegen koning Matthias I, tussen 1459 en 1463. Na de vrede van Wiener Neustadt (19 juli 1463) aanvaardden zij het gezag van koning Matthias I. Deze duidde Zsigmond en János, samen met Bertold Ellerbach, aan als vojvoda van Zevenburgen in 1465. De adel van Transsylvanië rebelleerde tegen koning Matthias omdat hij nieuwe belastingen had ingevoerd in 1467; Zsigmond en János sloten zich bij deze rebellie aan. Maar de koning kwam met een leger naar de provincie en onderdrukte deze opstand al snel. Ze gaven zich allebei over. Ze mochten hun bezittingen houden, maar hun functie werd wel afgenomen.